# Xã Clay, Quận Miami, Indiana
Xã Clay (tiếng Anh: Clay Township) là một xã thuộc quận Miami, tiểu bang Indiana, Hoa Kỳ. Năm 2010, dân số của xã này là 844 người.